# Curt Sjöberg
Curt Josef Sjöberg (* 26. Januar 1897 in Stockholm; † 12. April 1948 ebenda) war ein schwedischer Turner und Wasserspringer.

## Leben
Seine Vereine war die Stockholms GF aus Täby und der SoIK Hellas aus Nacka.
An den Olympischen Sommerspielen 1920 in Antwerpen nahm er am Mannschaftsmehrkampf im Geräteturnen im so genannten Schwedischen System teil. Den Mehrkampf im Schwedischen System gab es 1912 und 1920 im Programm der Olympischen Spiele. Er gewann 1920 mit der schwedischen Mannschaft, die aus 24 Turnern bestand, die Goldmedaille.
An den Olympischen Sommerspielen 1924 in Paris nahm Curt Sjöberg als Wasserspringer vom 3-Meter-Brett teil und qualifizierte sich dort mit einem dritten Platz in der Qualifikationsrunde für das Finale, bei dem er den siebten Platz belegte. Bei den Olympischen Sommerspielen 1928 in Amsterdam kam er im Kunstspringen nicht über die Qualifikationsrunde hinaus.
Sjöberg war nicht der einzige Geräteturner, der zum Wasserspringen wechselte. Edmund Lindmark nahm für Schweden ebenfalls an den Sommerspielen 1920 als Turner sowie 1924 und 1928 als Wasserspringer teil.